# Edmund Ironside (pièce de théâtre)
Pour les articles homonymes, voir Edmund Ironside.
Edmund Ironside, également orthographié Edmond Ironside, ou War Hath Made All Friends, est une pièce de théâtre élisabéthaine anonyme probablement rédigée dans la dernière décennie du XVIe siècle. 
Elle s'inspire d'événements historiques : la conquête danoise de l'Angleterre en 1016 qui met aux prises Knut le Grand et Edmond Côte-de-Fer. Les pièces adaptées d'événements historiques sont très populaires à l'époque élisabéthaine, mais Edmund Ironside est la seule à prendre place pendant la période anglo-saxonne de l'histoire de l'Angleterre dont le texte nous soit parvenu.
Quelques chercheurs ont vu dans cette pièce un texte apocryphe de William Shakespeare, mais cette attribution n'est pas considérée comme valide par les spécialistes.

## Résumé
La pièce compte dix-huit scènes et n'est pas divisée en actes. Elle relate la lutte entre le Danois Canutus et le Saxon Edmond pour la couronne d'Angleterre. Entre ces deux personnages louvoie le « duc de Mercie » Edricus, qui trahit Edmond au profit de Canutus. Après plusieurs batailles, il est décidé que l'issue du conflit sera tranchée par un combat singulier entre les deux princes. Edmond l'emporte, mais les deux rois se réconcilient et conviennent de se partager le royaume, au grand dam d'Edricus.

## Sources
L'auteur de la pièce s'inspire du récit que font les Chroniques de Raphael Holinshed de la conquête danoise de l'Angleterre en 1016. Il s'en éloigne significativement dans sa représentation du personnage d'Edricus qui est dépeint comme le fils illégitime d'un soldat, un parvenu qui constitue une véritable incarnation du Vice.

## Texte
La seule copie connue de la pièce occupe les folios 96 à 118 du manuscrit Egerton 1994 (en), qui appartient au fonds Egerton de la British Library. Le manuscrit, qui semble dater du milieu du XVIIe siècle, comprend treize autres pièces et un masque, tous anonymes.
Il existe plusieurs éditions modernes de la pièce. La première, par Eleanore Boswell (en), paraît en 1927.

## Attribution à Shakespeare
Le chercheur américain E. B. Everitt est le premier à voir en Edmund Ironside une pièce apocryphe de William Shakespeare dans son livre The Young Shakespeare, paru en 1954. Il considère aussi que le texte du manuscrit Egerton 1994 est de la main même du dramaturge. Son analyse, qui ne s'appuie que sur des ressemblances de style, est rejetée par les spécialistes.
Les arguments d'Everitt sont repris par le musicologue Eric Sams (en) dans son édition de la pièce, parue en 1985. Ils sont tout aussi mal reçus, ce qui donne lieu à des échanges acrimonieux entre Sams et ses critiques dans les années qui suivent. Une analyse stylométrique effectuée en 2010 par Philip Palmer conclut qu'il est peu probable que la pièce soit l'œuvre de Shakespeare.

## Mises en scène
La parution de l'édition d'Eric Sims et le débat qui l'entoure donne lieu à une mise en scène de la pièce au Bridge Lane Theatre de Londres en 1986 sous la direction de Tim Heath.

### Éditions
- (en) Elizabeth Boswell (éd.), Edmond Ironside, Oxford, Malone Society, 1927.
- (en) Randall Martin (éd.), Edmond Ironside and Anthony Brewer's The Love-Sick King, New York, Garland, 1991.
- (en) Eric Sams (éd.), Edmund Ironside : Shakespeare's Lost Play, Londres, Fourth Estate, 1985 (ISBN 0-947795-95-2).

### Analyses
- (en) Larry S. Champion, « Edmund Ironside », dans "The Noise of Threatening Drum" : Dramatic Strategy and Political Ideology in Shakespeare and the English Chronicle Plays, University of Delaware Press, 1990 (ISBN 0-87413-387-4), p. 59-70.
- (en) Philip Palmer, « Edmond Ironside and the Question of Shakespearean Authorship », dans Hugh Craig et Arthur F. Kinney (éd.), Shakespeare, Computers, and the Mystery of Authorship, Cambridge, Cambridge University Press, 2009, p. 100-115.
- (en) Leah Scragg, « Saxons versus Danes: The Anonymous Edmond Ironside », dans Donald Scragg et Carole Weinberg (éd.), Literary Appropriations of the Anglo-Saxons from the Thirteenth to the Twentieth Century, Cambridge, Cambridge University Press, 2000 (ISBN 978-0-521-63215-7), p. 93-106.